# Vanessa Hudgens
Vanessa Anne Hudgens (sinh ngày 14 tháng 12 năm 1988) là một nữ diễn viên, ca sĩ người Mỹ. Vanessa Hudgens bắt đầu đóng phim từ lúc bé, cô bắt đầu nổi tiếng trong bộ phim High School Musical và sau đó còn tham gia nhiều phim khác, trong đó phần lớn là các bộ phim truyền hình nhiều tập.

## Đời tư
Vanessa Hudgens sinh ra tại Salinas, California, Hoa Kỳ. Cha cô, ông Greg Hudgens, là người có gốc gác từ Ireland, Mỹ và Ấn Độ. Mẹ Vanessa Hudgens, bà Gina Guangco, cũng là một người có gốc gác đa dân tộc: Philippines, Trung Quốc, Tây Ban Nha,.... Em gái cô, Stella Hudgens cũng là một diễn viên.
Trong một lần sơ ý, Vanessa đã để lộ ảnh khoả thân được gửi cho bạn trai cũ. Và sự việc tưởng như đến mức trầm trọng dồn cô vào mức đường cùng, khiến hãng Disney định cắt hợp đồng và không cho Vanessa tiếp tục đóng phim nữa, nhưng Van đã đứng lên bằng chính đôi chân của mình. Các fan cũng đã ủng hộ cô hết mình. Và Van sẽ được đóng tiếp trong phần 3 của bộ phim High School Musical. Ngoài ra sau sự việc đó có nhiều lời đồn rằng Vanessa và bạn trai là Zac Efron đã chia tay nhưng sự thật không phải là vậy, các tin đồn đã làm họ gắn kết với nhau hơn. Đây được coi là cặp đôi hot nhất Hollywood. Chuyện này cũng là một bài học làm "sao" cho những ngôi sao tuổi teen. Nhưng hiện nay cô đã chia tay Zac Efron và hẹn hò với nam diễn viên Austin Butler.
Vanessa Hudgens cao 1m59, lấy từ http://www.celebheights.com.

## Sự nghiệp
Từ năm lên 8, Vanessa Hudgens đã bộc lộ tài năng ca hát trong các vở nhạc kịch như Evita, The Wizard of Oz, Cinderella, v.v. Năm 2003, Vanessa xuất hiện lần đầu tiên trong phim Thirteen, và năm 2004 cô tham gia phim Thunderbird. Năm 2006 trở thành một bước ngoặt quan trọng trong sự nghiệp diễn viên của Vanessa Hudgens khi cô đóng vai chính trong bộ phim High School Musical. Thành công của bộ phim đã đưa Baby V., tên thân mật của Vanessa Anne Hudgens, một diễn viên với chiều cao khiêm tốn 1,55 m trở thành thần tượng trong thế giới thiếu niên.
Bên cạnh những người bạn nổi tiếng như Miley Cyrus, Brenda Song, Ashley Tisdale, Alexa Nikolas, Vanessa Hudgens vẫn giữ liên lạc với những người bạn từ Philippines của mình và quan tâm đến người hâm mộ. Hiện bạn trai của cô là Zac Efron, đồng nghiệp của cô trong phim High School Musical. Hiện giờ đoàn làm phim đã đóng máy hoàn thành High School Musical 3 (HSM 3), và dự kiến phim này sẽ đến Việt Nam vào ngày 20 tháng 11 năm 2008. HSM 3 khác so với 2 phần trước là lần này phim sẽ được chiếu ngoài rạp.
Một trong những nghệ sĩ mà cô yêu thích là Christina Aguilera.

## Các phim đã tham gia
| Năm  | Tên phim                               | Vai diễn           | Chú thích                                                                                      |
| ---- | -------------------------------------- | ------------------ | ---------------------------------------------------------------------------------------------- |
| 2002 | Still Standing                         | Tiffany            | tập "Still Rocking"                                                                            |
| 2002 | Robbery Homicide Division              | Nicole lúc 10 tuổi | tập "Had"                                                                                      |
| 2003 | Thirteen                               | Noel               |                                                                                                |
| 2003 | The Brothers Garcia                    | Lindsey            | tập "New Tunes"                                                                                |
| 2004 | Thunderbirds                           | Tintin             |                                                                                                |
| 2005 | Quintuplets                            | Carmen             | tập "Coconut Kapow"                                                                            |
| 2006 | High School Musical                    | Gabriella Montez   | sản xuất cho hãng truyền hình Disney Channel                                                   |
| 2006 | Drake & Josh                           | Becca              | tập "Little Sibling"                                                                           |
| 2006 | Cuộc sống thượng hạng của Zack và Cody | Corrie             | các tập "Kept Man," "Neither a Borrower Nor a Speller Bee," "Not So Suite 16," "Forever Plaid" |
| 2007 | High School Musical 2                  | Gabriella Montez   | sản xuất cho hãng truyền hình Disney Channel                                                   |
| 2008 | High School Musical 3                  | Gabriella Montez   |                                                                                                |
| 2009 | Bandslam                               | Sa5m               |                                                                                                |
| 2010 | Beastly                                | Linda Owens        | pre-production                                                                                 |
| 2011 | Sucker Punch!                          | Blondie            | pre-production                                                                                 |

## Danh sách đĩa hát

### Album phòng thu
- V (2006)
- Identified (2008)

### Nhạc Phim
| Thông tin |
| --- |
| Nhạc phim High School Musical - Phát hành: 10 tháng 1 2006 (Mỹ) - Hãng thu âm: Walt Disney Records - Thứ hạng cao nhất tại bảng xếp hạng Billboard: #1 (Mỹ) - Doanh số tại Mỹ: 4.000.000+ - RIAA certification: 4× platinum - 2006: "Breaking Free" - 2006: "Start of Something New" - 2006: "We're All in This Together" - 2006: "What I've Been Looking For (Reprise)" - 2006: "When There Was Me and You" - 2006: "I Can't Take My Eyes off of You" |

| Thông tin |
| --- |
| Nhạc phim High School Musical 2 - Phát hành: August 14 2007 (U.S.) - Hãng thu âm: Walt Disney Records - Thứ hạng cao nhất tại bảng xếp hạng Billboard: #1 (U.S.) - Doanh số tại Mỹ: 1.200.000 (as of Sept 08 07) - RIAA certification: 1× platinum - 2007: "What Time Is It?" - 2007: "You Are The Music In Me" - 2007: "Gotta Go My Own Way" - 2007: "Everyday" - 2007: "All for One " - 2007: "Work This Out" - 2007: "I don't dance" |

### Đĩa đơn
| Năm  | Tên                                                                      | Album                           | Vị trí trên bảng xếp hạng | Vị trí trên bảng xếp hạng | Vị trí trên bảng xếp hạng | Vị trí trên bảng xếp hạng | Vị trí trên bảng xếp hạng | Vị trí trên bảng xếp hạng | Vị trí trên bảng xếp hạng | Vị trí trên bảng xếp hạng | Vị trí trên bảng xếp hạng |
| Năm  | Tên                                                                      | Album                           | Mỹ                        | Anh                       | Úc                        | Úc                        | New Zealand               | IRE                       | Đức                       | Pháp                      | TBN                       |
| ---- | ------------------------------------------------------------------------ | ------------------------------- | ------------------------- | ------------------------- | ------------------------- | ------------------------- | ------------------------- | ------------------------- | ------------------------- | ------------------------- | ------------------------- |
| 2006 | "Breaking Free" (Zac Efron và Vanessa Anne Hudgens)                      | Nhạc phim High School Musical   | 4                         | 9                         | 13                        | —                         | 1                         | 1                         | 46                        | —                         | 3                         |
| 2006 | "Start of Something New" (Zac Efron and Vanessa Anne Hudgens)            | Nhạc phim High School Musical   | 28                        | —                         | —                         | —                         | —                         | —                         | —                         | —                         | —                         |
| 2006 | "What I've Been Looking For " (Zac Efron và Vanessa Anne Hudgens)        | Nhạc phim High School Musical   | 67                        | —                         | —                         | —                         | —                         | —                         | —                         | —                         | —                         |
| 2006 | "We're All in This Together" (và các diễn viên phim High School Musical) | Nhạc phim High School Musical   | 34                        | 4                         | 86                        | —                         | 1                         | 3                         | —                         | —                         | —                         |
| 2006 | "Stick to the Status Quo" (và các diễn viên phim High School Musical)    | Nhạc phim High School Musical   | 43                        | 74                        | —                         | —                         | —                         | —                         | —                         | —                         | —                         |
| 2006 | "When There Was Me and You"                                              | Nhạc phim High School Musical   | 72                        | —                         | —                         | —                         | —                         | —                         | —                         | —                         | —                         |
| 2006 | "Come Back to Me"                                                        | V                               | 55                        | —                         | 36                        |                           | 6                         | —                         | 58                        | 12                        | 17                        |
| 2007 | "Say OK"                                                                 | V                               | 61                        |                           |                           | —                         |                           | TBR                       | TBR                       | TBR                       | TBR                       |
| 2007 | "What Time Is It?"                                                       | Nhạc phim High School Musical 2 | 6                         | 20                        | TBR                       | TBR                       | TBR                       | TBR                       | TBR                       | TBR                       | TBR                       |
| 2007 | "You Are The Music In Me" (với Zac Efron)                                | Nhạc phim High School Musical 2 | 38                        | TBR                       | TBR                       | TBR                       | TBR                       | TBR                       | TBR                       | TBR                       | TBR                       |
| 2007 | "Gotta Go My Own Way" (với Zac Efron)                                    | Nhạc phim High School Musical 2 | 60                        | TBR                       | TBR                       | TBR                       | TBR                       | TBR                       | TBR                       | TBR                       | TBR                       |
| 2007 | "Everyday" (với Zac Efron)                                               | Nhạc phim High School Musical 2 | 90                        | TBR                       | TBR                       | TBR                       | TBR                       | TBR                       | TBR                       | TBR                       | TBR                       |